# Pfahlbausiedlung von Polada
Koordinaten: 45° 27′ 33,2″ N, 10° 30′ 17,5″ O

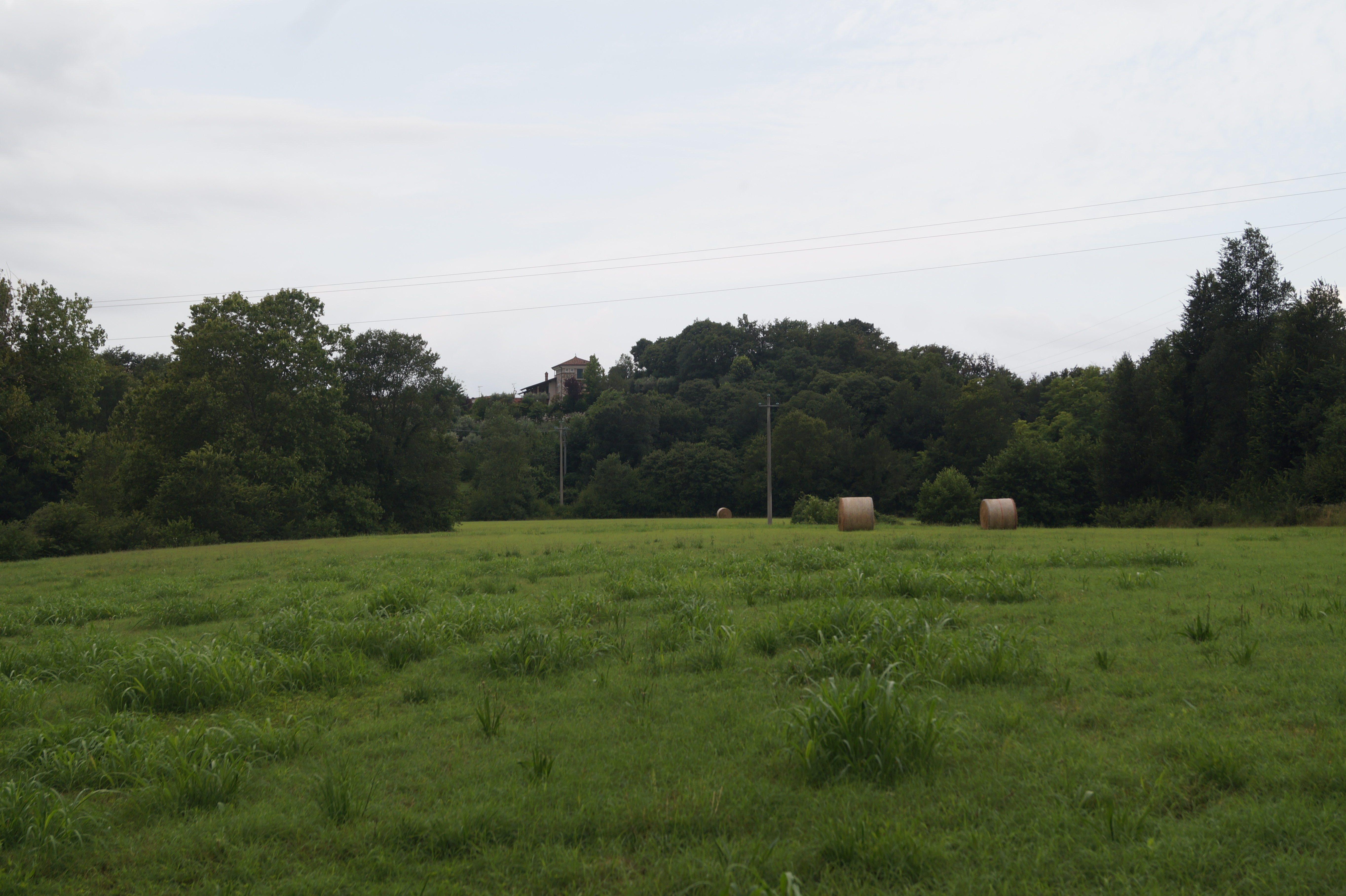
An dieser Stelle lag die Pfahlbausiedlung von Polada

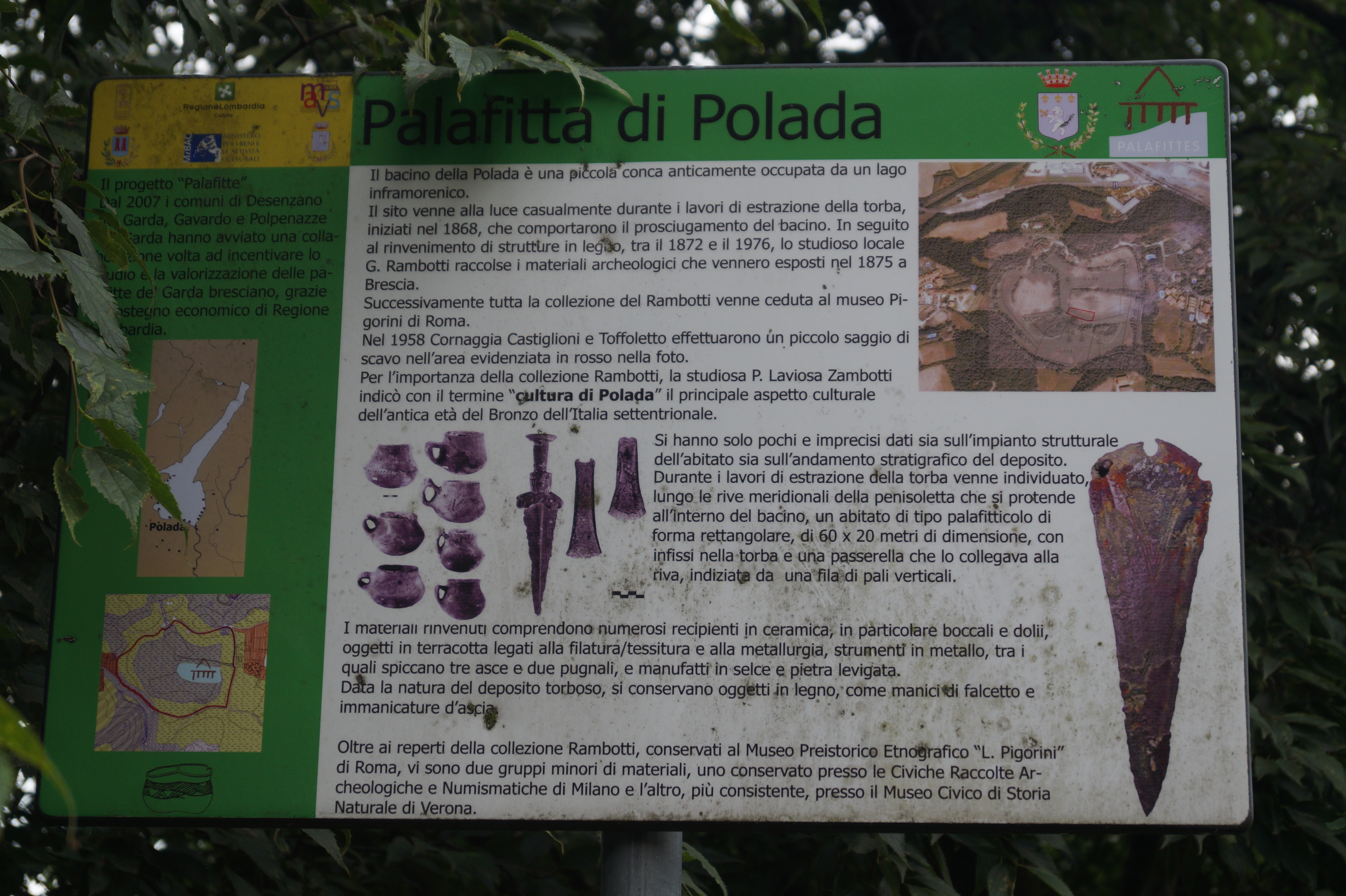
Informationstafel in der Nähe der Stätte

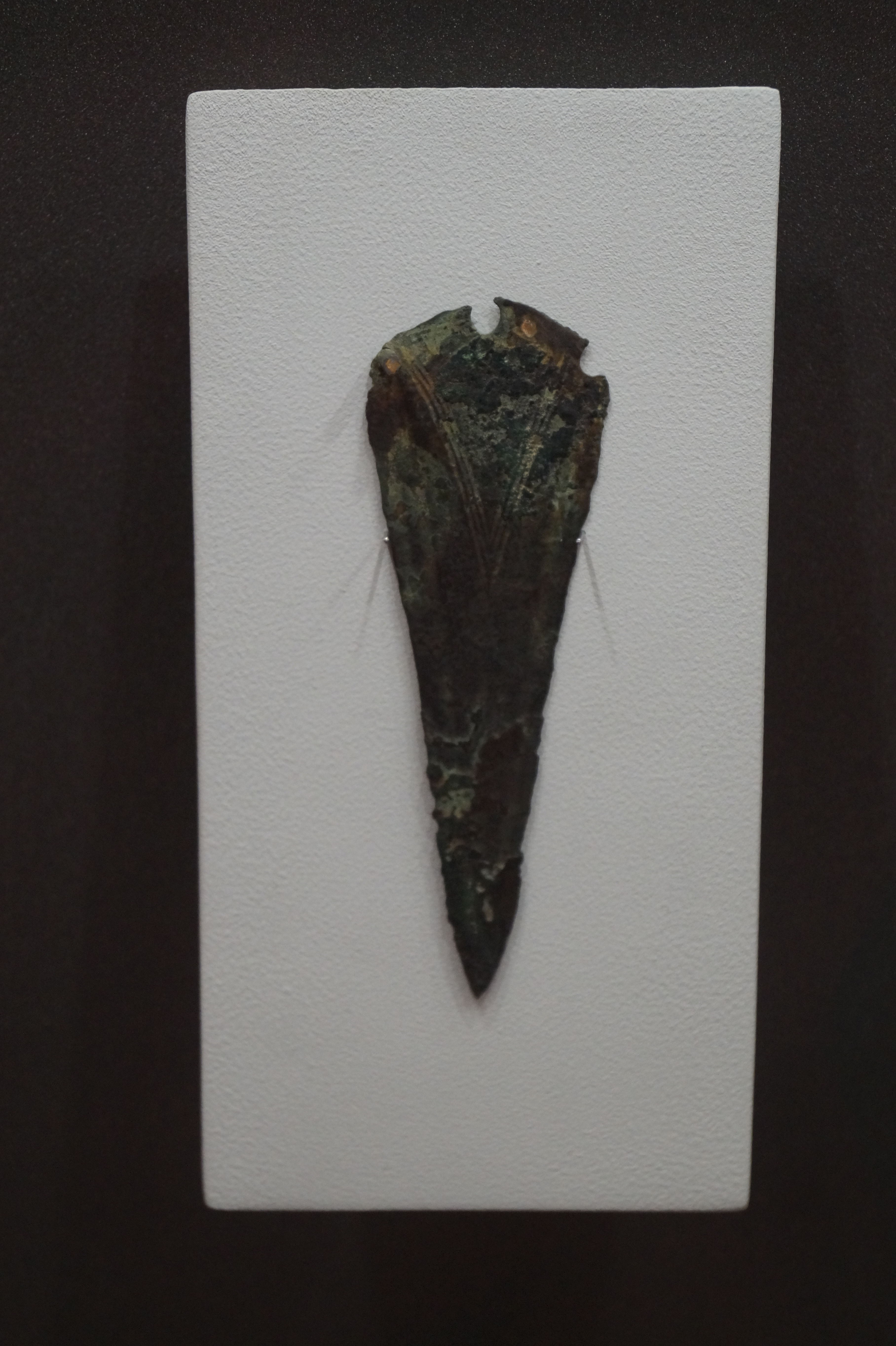
Verzierter Dolch aus der Pfahlbausiedlung von Polada

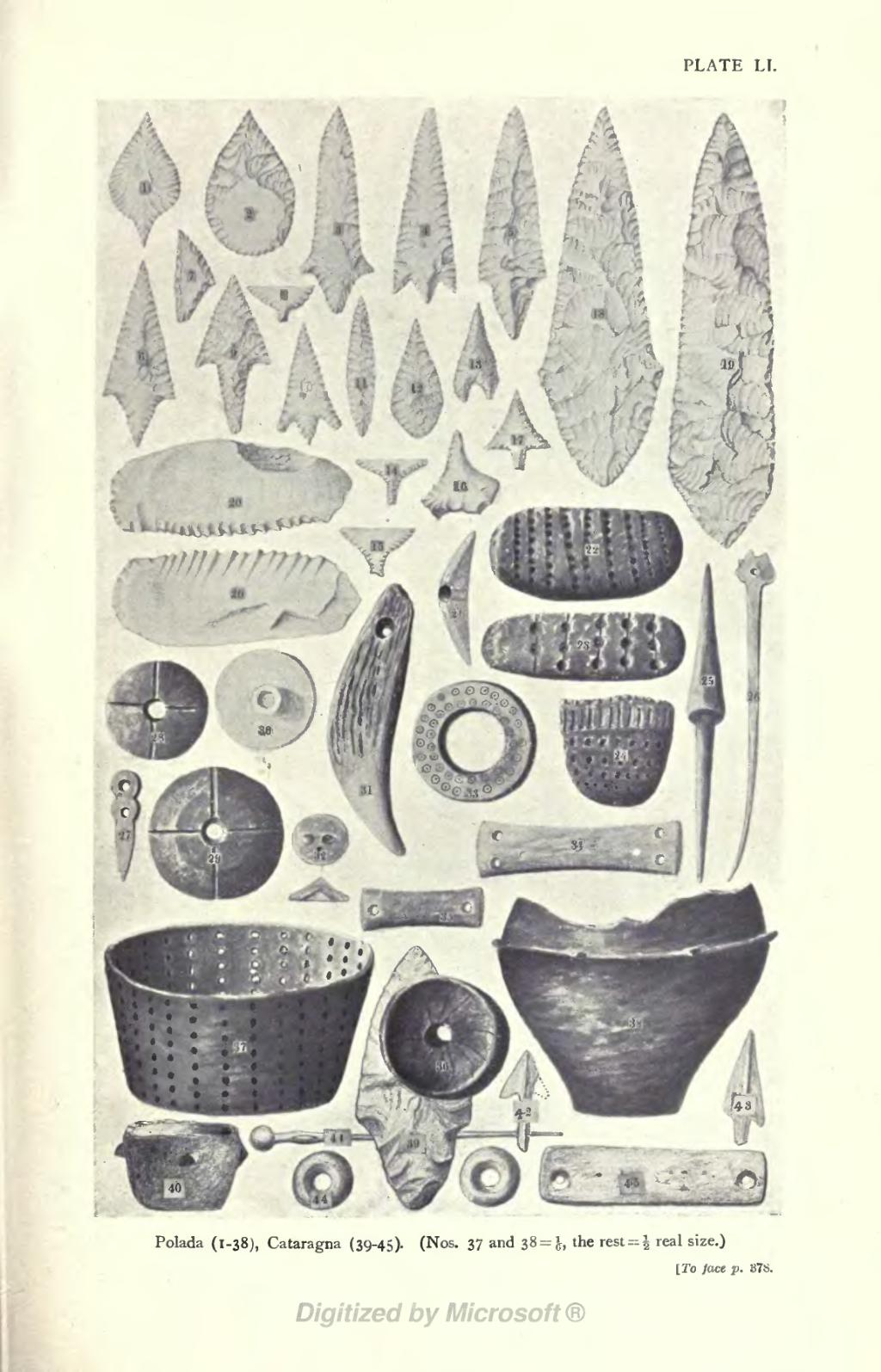
Funde aus der Pfahlbausiedlung von Polada

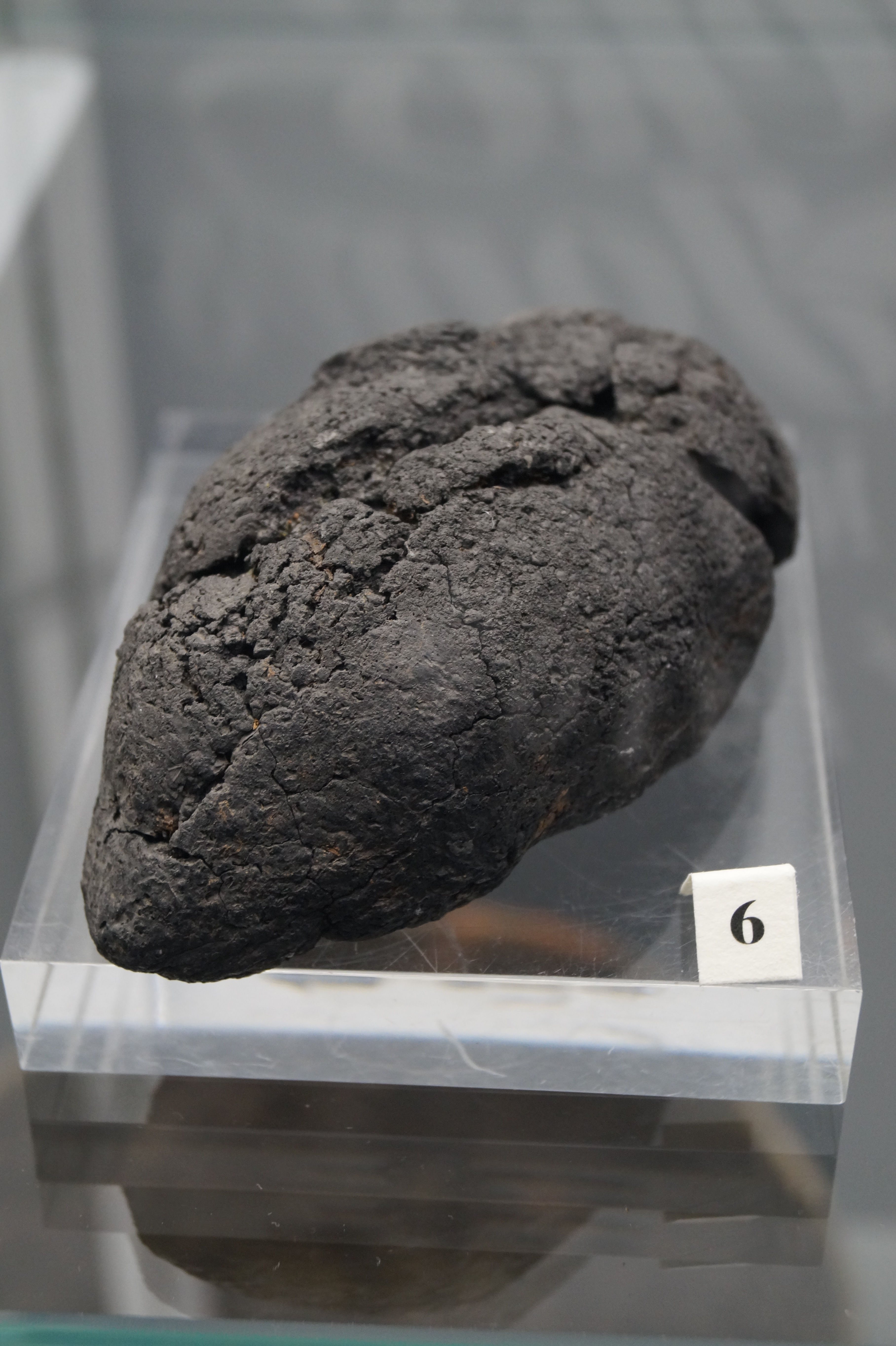
Verkohltes Brot aus der Pfahlbausiedlung von Polada

Die Pfahlbausiedlung von Polada (italienisch Palafitta di Polada) war eine bronzezeitliche Stelzensiedlung auf dem See Polada auf dem Gebiet der italienischen Gemeinde Lonato del Garda. Sie gilt als assoziierte Station der 111 Prähistorischen Pfahlbauten um die Alpen, die 2011 in die Liste des UNESCO-Welterbes aufgenommen wurden. Die Überreste der Siedlung wurden etwa 3 km südwestlich des Gardasees und etwa 1 km östlich von Lonato del Garda gefunden. Nach diesem Fundort ist die Polada-Kultur benannt.

## Geschichte und Erforschung
Die Pfahlbausiedlung von Polada wurde um 2100 v. Chr. während der Frühen Bronzezeit (FBZ IA) auf dem kleinen See in der Moränenlandschaft südlich des Gardasees errichtet. Am Ende von FBZ IA oder Anfang von FBZ IB wurde sie um 1800 v. Chr. durch Feuer zerstört. Irgendwann wurde im Norden des Sees ein Drainagekanal gegraben und der Polada teilweise entwässert. Im Osten, in dem Bereich, in dem sich früher die Pfahlbausiedlung befand, entstand eine Halbinsel. In dem seichten Gewässer lagerte sich über die Jahrhunderte Torf ab.
Um 1870 entschied sich der Besitzer des Polada, den Torf als Brennstoff abzubauen. Er ließ einen weiteren Entwässerungskanal errichten und legte das Moor trocken. Auf der Halbinsel, die offensichtlich auch zeitweise überschwemmt war, hatte sich eine dünne Schicht Torf gebildet. Bei ihrem Abbau 1872 wurden Pfähle und andere Siedlungsreste entdeckt. Als Giovanni Rambotti von dem Fund hörte, untersuchte er die Stätte und bat die Arbeiter, ihm alle Funde zu übergeben. 1875 hatte Rambotti eine beachtliche Sammlung bronzezeitlicher Artefakte angesammelt, die er im selben Jahr im Museum in Brescia ausstellen ließ. Nach Rambottis Tod gelangten die Funde ins Museo Nazionale Preistorico Etnografico „Luigi Pigorini“ in Rom.
In den Jahren 1956 und 1957 führten die Wissenschaftler Ottavio Cornaggia Castiglioni und Ferdinando Toffoletto systematische Grabungen in Polada durch. Alle weiteren Funde befinden sich im Museo civico archeologico „Giovanni Rambotti“ in Desenzano del Garda.

## Beschreibung
Der Polada-See hatte eine West-Ost-Ausdehnung von etwa 350 m und eine Nord-Süd-Ausdehnung von etwa 250 m. Die Pfahlbausiedlung lag beim östlichen Ufer, dort wo später die Halbinsel entstand. Die vorgefundenen Pfeilerreste zeigen, dass die Siedlung die Form eines oblongen bzw. länglichen Parallelogramms hatte und von West nach Ost 60 m und von Nord nach Süd 20 m maß. Rambotti vermutete, dass das Wasser unter der Siedlung etwa 2,50 bis 3 m tief war. Zwei Pfeilerreihen, die in einem Abstand von etwa 0,60 m parallel zum Ostufer führten, gehörten zu einem 90 m langen Steg.
Bei der Siedlung wurde ein flaches Kanu von 7,60 m Länge und 0,76 m Breite gefunden. Auf beiden Seiten waren jeweils noch Reste von drei Befestigungen für die Riemen feststellbar. Ein weiteres kleines Kanu kam beim Ufer neben dem Steg zum Vorschein.

## Funde
Man fand etwa 150 vollständige Tongefäße und zahlreiche Tonscherben. Größere Gefäße wurden aus grobem Ton gefertigt. Kleinere Gefäße waren oft aus feinem, schwarzem, homogenem Ton und trugen Ornamente aus Punkten und Linien. Es gab eine große Formenvielfalt wie Krüge mit zwei und vier Griffen, Schalen, durchlöcherte Schalen, Tassen, Schüsseln, Teller und Platten. Außerdem wurden 140 verzierte und unverzierte Spinnwirtel, einige Tongewichte und drei sogenannte Brotlaibidole aus Terrakotta gefunden.

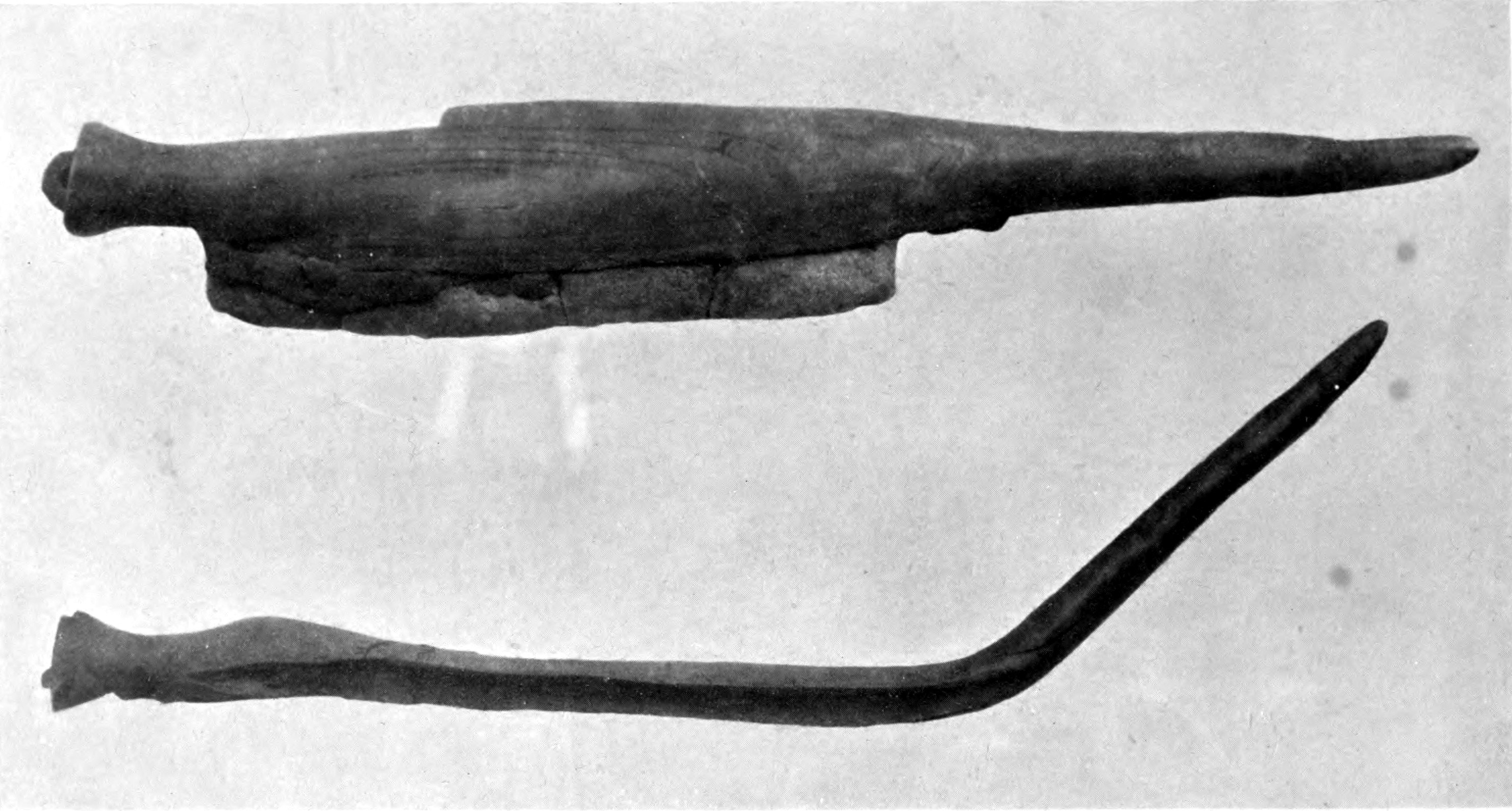
Sichel mit Feuersteinschneide

Aus Stein fand man einige kleine und einen großen Sandsteinpolierstein, 40 Hammersteine, 6 Schuhleistenkeile, drei Armschutzplatten aus poliertem Stein, mehr als 300 Pfeilspitzen und fast 100 Feuersteinklingen. Aus Knochen waren Dolche, Dolchgriffe, Bohrer, Meißel, Nadeln und kleine durchbohrte Objekte gefertigt worden. Sieben durchbohrte Hammerköpfe waren aus Hirschgeweih hergestellt. Die Gegenstände aus Bronze waren ein Dolch mit Knochengriff und drei Randleistenbeile vom Terramare-Typ. Der aufgefundene Schmuck bestand aus drei durchbohrten Knöpfen aus Marmor und verschiedenen anderen Marmorknöpfen, acht mit kleinen Ringen verzierten Ringen, einer durchbohrten Muschel und durchbohrten Zähnen von Hund, Wolf, Bär und Wildschwein. Außerdem fand man ein verkohltes Brot.
Ein weiterer Fund war eine Sichel aus einem gekrümmten Ast. Als Schneide dienten Feuersteinklingen, die mit Bitumen in eine Rille geklebt waren, von denen noch zwei Klingen befestigt waren. Gefunden wurden auch noch Teile von weiteren Sicheln, die Feuersteinklingen waren jedoch nicht mehr befestigt. Ein Stuhl mit sechs Beinen war aus einem Stück geschnitzt worden. Neben zahlreichen Tierknochen wurde ein Teil eines menschlichen Schädels gefunden. Wie die aufgefundenen Knochen zeigen, hielten die Menschen Rinder, Pferde, Schafe, Ziegen, Schweine, Hunde und Katzen als Haustiere und jagten Wildschweine, Hirsche und Rehe.